# Niedziela Izraela
Niedziela Izraela – święto chrześcijańskie, obchodzone w Kościołach protestanckich (głównie ewangelickich) na pamiątkę zburzenia Świątyni Jerozolimskiej w 70 r. n.e. Obchodom święta towarzyszy refleksja nad rolą Izraela w historii zbawienia, a także idea utrwalania więzi między chrześcijanami i Żydami. Niedziela Izraela ma być także przejawem sprzeciwu wobec antysemityzmu. Przesłanie to zostało poparte przez wybitnego kalwinistycznego teologa – Karla Bartha, który uważał antysemityzm za grzech przeciwko Duchowi Świętemu. Podczas uroczystych nabożeństw w kościołach, wspominane są także szczególne prześladowania i zbrodnie przeciwko Żydom dokonane podczas II wojny światowej.
W czasie Niedzieli Izraela w parafiach ewangelickich na ołtarzach stawiane są menory.

## Nabożeństwo
W Kościele Ewangelicko-Augsburskim w RP hasłem tygodnia jest werset z Księgi Psalmów:

Błogosławiony naród, którego Bogiem jest Pan, lud, który sobie wybrał za dziedzictwo.
Psalm 33:12, Biblia warszawska

Odczytywane są również fragmenty Psalmu 74 (wersety: 1-3.8-11.20.21). Śpiewane są m.in. pieśni: Grzechu moc dręczy (nr 420) oraz Boże litości, Wszechmogący (nr 658). Obowiązuje barwa liturgiczna zielona. Pierwszym introitem jest Psalm 106,48 oraz 74,2.20.22; drugim – Psalm 33,18.20.22. Graduale stanowi werset 12. Psalmu 33, zaś antyfonę – Psalm 96,7.
W Polsce Niedziela Izraela jest obchodzona także w Kościele Ewangelicko-Reformowanym.